# Philadelphia Eagles 2017
La stagione 2017 dei Philadelphia Eagles è stata la 85ª della franchigia nella National Football League, la seconda con Doug Pederson come capo-allenatore.
Gli Eagles migliorarono il record di 7–9 del 2016, salendo a 13–3 e pareggiando il migliore della storia della franchigia risalente al 2004. La vittoria sui Los Angeles Rams permise loro di conquistare il primo titolo di division dal 2013 ma contemporaneamente persero il quarterback Carson Wentz per il resto della stagione a causa della rottura del legamento crociato anteriore. Guidati dal quarterback di riserva Nick Foles, gli Eagles batterono gli Atlanta Falcons 15–10 nel Divisional Round dei playoff e poi superarono i Minnesota Vikings 38–7 in finale di conference. Quella sui Falcons fu la prima vittoria nei playoff 2008.
Il 4 febbraio 2018, gli Eagles batterono i New England Patriots con un punteggio di 41–33 nel Super Bowl LII, il primo della storia della franchigia e il quarto campionato NFL complessivo, l'ultimo dei quali era risalente al 1960. MVP della partita fu nominato il quarterback Foles.

## Scelte nel Draft 2017
| Scelte degli Eagles nel Draft 2017 |        |                 |       |                 |
| Giro                               | Scelta | Giocatore       | Ruolo | College         |
| 1                                  | 14     | Derek Barnett   | DE    | Tennessee       |
| 2                                  | 43     | Sidney Jones    | CB    | Washington      |
| 3                                  | 99     | Rasul Douglas   | CB    | West Virginia   |
| 4                                  | 118    | Mack Hollins    | WR    | North Carolina  |
| 4                                  | 132    | Donnel Pumphrey | RB    | San Diego State |
| 5                                  | 166    | Shelton Gibson  | WR    | West Virginia   |
| 5                                  | 184    | Nathan Gerry    | S     | Nebraska        |
| 6                                  | 214    | Elijah Qualls   | DT    | Washington      |

## Staff
| Staff dei Philadelphia Eagles nel 2017 |
| --- |
| Organi dirigenziali - Chairman/Capo Esecutivo: Jeffrey Lurie - Presidente: Don Smolenski - General manager: Howie Roseman Capo allenatore - Doug Pederson Altri allenatori - Preparatore atletico – Josh Hingst - Assistente – Ben Wagner - Assistente – Keith Gray - Direttore scienza sportiva – Shaun Huls Allenatori dell'attacco - Coordinatore offensivo – Frank Reich - Quarterback – John DeFilippo - Running Back – Duce Staley - Wide Receiver – Mike Groh - Tight End – Justin Peelle - Offensive Line – Jeff Stoutland - Assistente Offensive Line/Tight End/Gioco sulle corse – Eugene Chung - Controllo qualità/Assistente Quarterback – Press Taylor - Controllo qualità/Assistente Wide Receiver – Joe D'Orazio Allenatori della difesa - Coordinatore della difesa: Jim Schwartz - Defensive Line – Chris Wilson - Linebacker – Ken Flajole - Defensive back– Cory Undlin - Safety – Tim Hauck - Controllo qualità/Assistente Defensive Line – Phillip Daniels - Controllo qualità/Assistente defensive back– Dino Vasso Allenatori dello special team - Coordinatore dello Special Team: Dave Fipp - Assistente dello Special Team: Mattew Harper |

## Roster
| Roster dei Philadelphia Eagles al termine dalla stagione 2017 |
| --- |
| Quarterback - 9 Nick Foles - 7 Nate Sudfeld Running Back - 36 Jay Ajayi - 38 Kenjon Barner - 29 LeGarrette Blount - 30 Corey Clement - 28 Wendell Smallwood Wide Receiver - 13 Nelson Agholor - 18 Shelton Gibson - 10 Mack Hollins - 17 Alshon Jeffery - 14 Marcus Johnson - 82 Torrey Smith Tight End - 88 Trey Burton - 87 Brent Celek - 86 Zach Ertz Offensive Linemen - 66 Will Beatty T - 79 Brandon Brooks G - 65 Lane Johnson T - 62 Jason Kelce C - 73 Isaac Seumalo G - 72 Halapoulivaati Vaitai T - 67 Chance Warmack G - 61 Stefen Wisniewski C Defensive Linemen - 94 Beau Allen DT - 96 Derek Barnett DE - 50 Bryan Braman DE - 91 Fletcher Cox DT - 75 Vinny Curry DE - 55 Brandon Graham DE - 93 Timmy Jernigan DT - 56 Chris Long DE - 51 Steven Means DE - 98 Elijah Qualls DT - 97 Destiny Vaeao DT Linebacker - 53 Nigel Bradham OLB - 57 Dannell Ellerbe OLB - 47 Nathan Gerry OLB - 52 Najee Goode OLB - 54 Kamu Grugier-Hill OLB - 95 Mychal Kendricks OLB Defensive Back - 41 Ronald Darby CB - 32 Rasul Douglas CB - 24 Corey Graham FS - 27 Malcolm Jenkins SS - 22 Sidney Jones CB - 23 Rodney McLeod FS - 31 Jalen Mills CB - 21 Patrick Robinson CB - 26 Jaylen Watkins SS Special Team - 4 Jake Elliott K - 45 Rick Lovato LS - 8 Donnie Jones P Lista delle riserve - -- Randall Goforth CB (IR) - 58 Jordan Hicks ILB (IR) - 39 Harold Jones-Quartey SS (IR) - 42 Chris Maragos FS (IR) - 71 Jason Peters T (IR) - 34 Donnel Pumphrey RB (IR) - -- Aziz Shittu DT (IR) - 43 Darren Sproles RB (IR) - 6 Caleb Sturgis K (IR) - 59 Joe Walker ILB (IR) - 11 Carson Wentz QB (IR) - -- Dom Williams WR (IR) Squadra di allenamento - 68 Josh Andrews G - 36 De'Vante Bausby CB - 85 Billy Brown TE - 74 Winston Craig DT - 4 Rashard Davis WR - 78 Darrell Greene G - 35 D.J. Killings CB - 49 Tre Sullivan S - 16 Bryce Treggs WR - 89 Greg Ward Jr. WR Roster aggiornato al 31 dicembre 2017 53 attivi, 12 inattivi, 10 nella squadra di allenamento |
| Legenda - I rookie sono in corsivo. - Il primo ruolo è il principale mentre gli eventuali successivi indicano i ruoli secondari. - (IR) sta per Injured Reserve ed indica la lista ristretta per un solo giocatore infortunato che può tornare ad allenarsi dopo la settimana 6 e a rientrare in prima squadra dopo che questa ha giocato 8 partite. - (NF-Inj.) / (NF-Ill.) stanno rispettivamente per Non-Football Injured e Non-Football Illness ed indicano le liste dove viene inserito un giocatore che ha un infortunio o una malattia non dipendente dal football americano. - (PUP) sta per Physically Unable to Perform ed indica la lista dove viene inserito un giocatore mentre è in attesa di recuperare la condizione fisica. Nella stagione regolare dopo la sesta partita giocata dalla propria squadra, il giocatore ha tempo tre settimane per riprendere ad allenarsi, più tre settimane aggiuntive dal suo rientro agli allenamenti per rientrare in prima squadra. |

## Calendario
Il calendario della stagione è stato annunciato il 20 aprile 2017.

### Precampionato
| Giornata | Data      | Avversario           | Risultato | Record | Stadio                  | NFL.com recap |
| -------- | --------- | -------------------- | --------- | ------ | ----------------------- | ------------- |
| 1        | 10 agosto | at Green Bay Packers | S 9–24    | 0–1    | Lambeau Field           | Recap         |
| 2        | 17 agosto | Buffalo Bills        | V 20–16   | 1–1    | Lincoln Financial Field | Recap         |
| 3        | 24 agosto | Miami Dolphins       | V 38–31   | 2–1    | Lincoln Financial Field | Recap         |
| 4        | 31 agosto | at New York Jets     | S 10-16   | 2-2    | MetLife Stadium         | Recap         |

### Stagione regolare

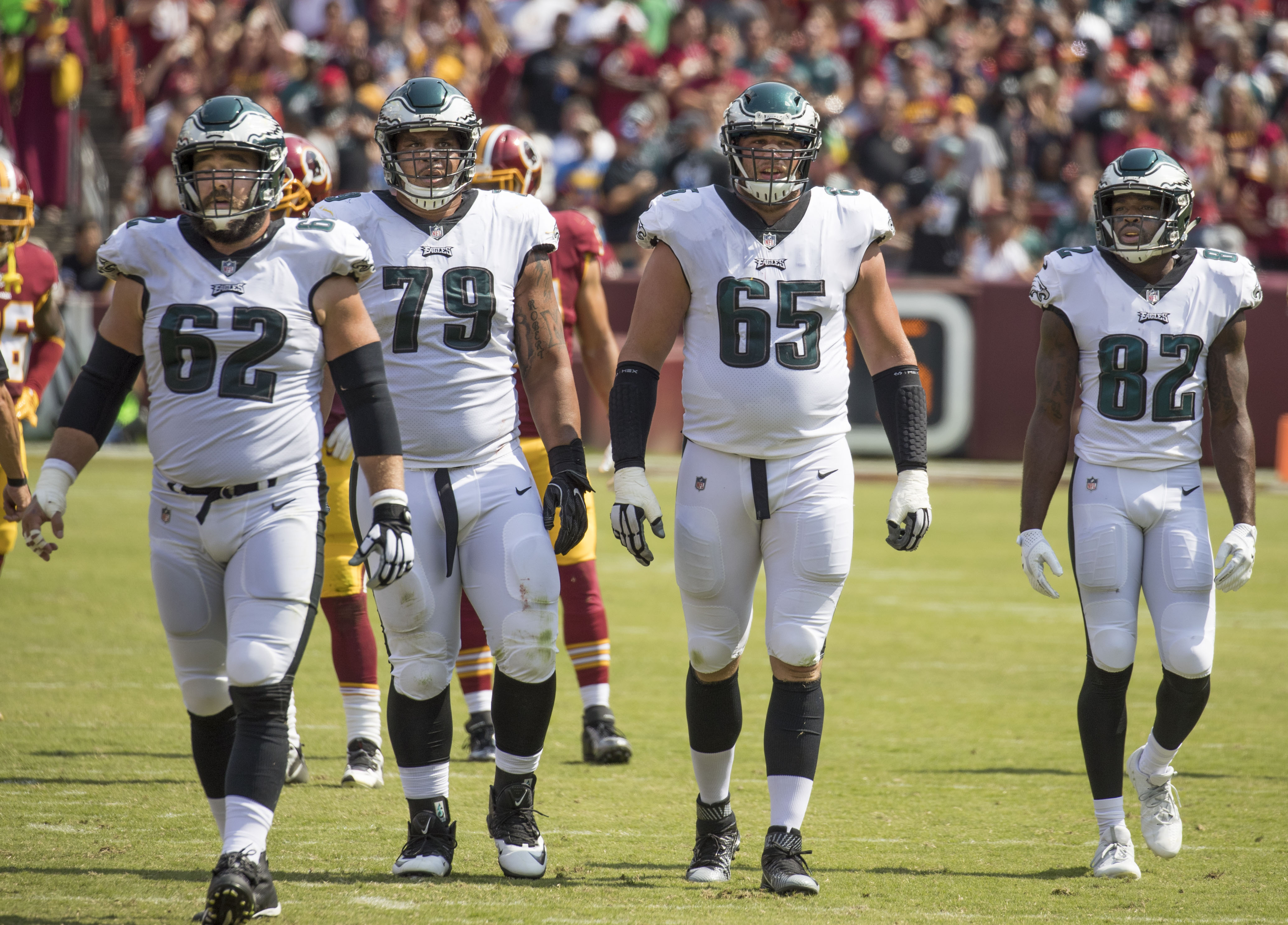
Giocatori degli Eagles nella settimana 1 contro i Redskins

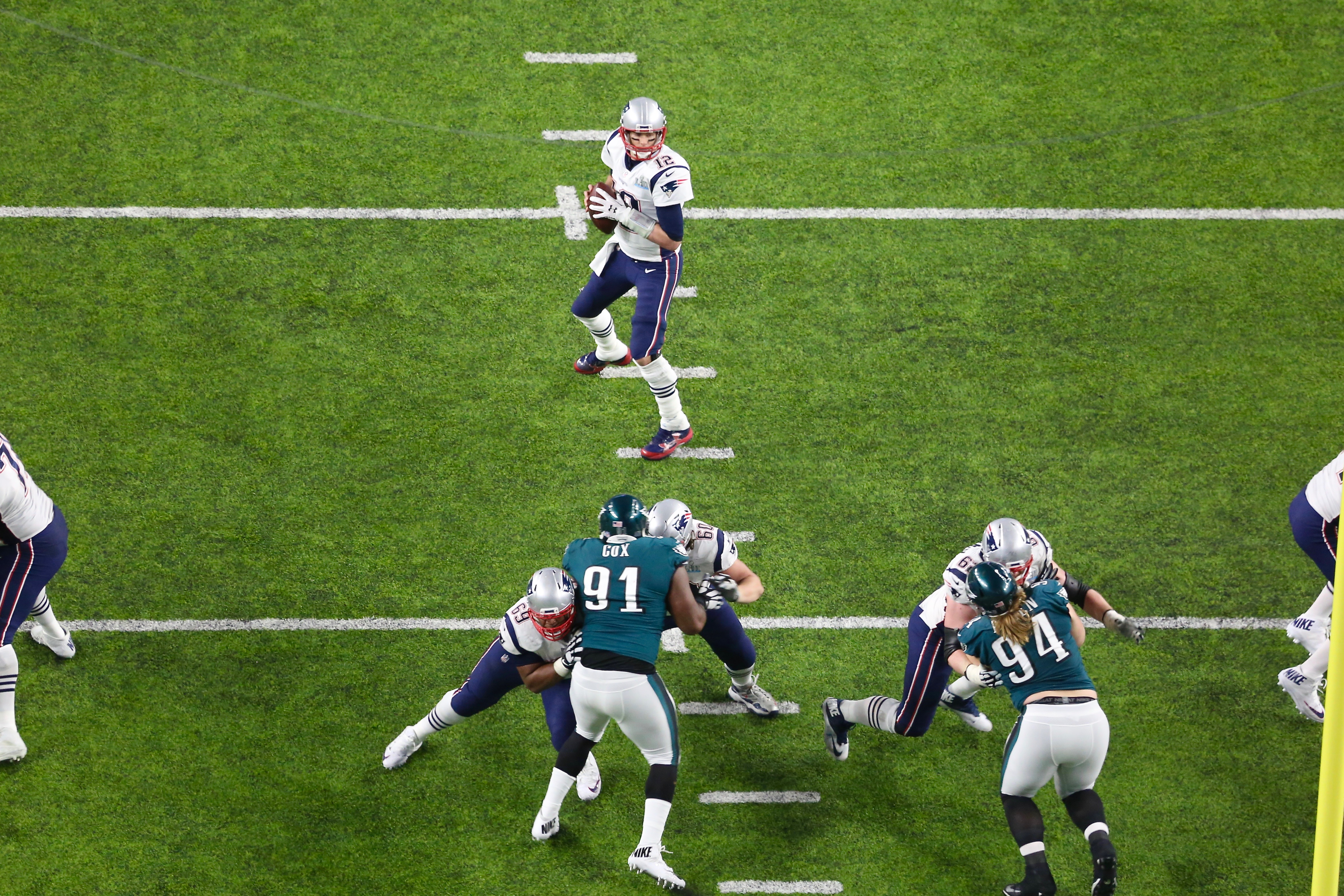
Una fase di gioco del Super Bowl LII

| 1  | 10 settembre       | at Washington Redskins  | V 30-17            | 1-0                | FedExField                    | Recap              |                    |                    |
| 2  | 17 settembre       | at Kansas City Chiefs   | S 20-27            | 1-1                | Arrowhead Stadium             | Recap              |                    |                    |
| 3  | 24 settembre       | New York Giants         | V 27-24            | 2-1                | Lincoln Financial Field       | Recap              |                    |                    |
| 4  | 1 ottobre          | at Los Angeles Chargers | V 26-24            | 3-1                | StubHub Center                | Recap              |                    |                    |
| 5  | 8 ottobre          | Arizona Cardinals       | V 34-7             | 4-1                | Lincoln Financial Field       | Recap              |                    |                    |
| 6  | 12 ottobre         | at Carolina Panthers    | V 28-23            | 5-1                | Bank of America Stadium       | Recap              |                    |                    |
| 7  | 23 ottobre         | Washington Redskins     | V 34-24            | 6-1                | Lincoln Financial Field       | Recap              |                    |                    |
| 8  | 29 ottobre         | San Francisco 49ers     | V 33-10            | 7-1                | Lincoln Financial Field       | Recap              |                    |                    |
| 9  | 5 novembre         | Denver Broncos          | V 51-23            | 8-1                | Lincoln Financial Field       | Recap              |                    |                    |
| 10 | settimana di pausa | settimana di pausa      | settimana di pausa | settimana di pausa | settimana di pausa            | settimana di pausa | settimana di pausa | settimana di pausa |
| 11 | 19 novembre        | at Dallas Cowboys       | V 37-9             | 9-1                | AT&T Stadium                  | Recap              |                    |                    |
| 12 | 26 novembre        | Chicago Bears           | V 31-3             | 10-1               | Lincoln Financial Field       | Recap              |                    |                    |
| 13 | 3 dicembre         | at Seattle Seahawks     | S 10-24            | 10-2               | CenturyLink Field             | Recap              |                    |                    |
| 14 | 10 dicembre        | at Los Angeles Rams     | V 43-35            | 11-2               | Los Angeles Memorial Coliseum | Recap              |                    |                    |
| 15 | 17 dicembre        | at New York Giants      | V 34-29            | 12-2               | MetLife Stadium               | Recap              |                    |                    |
| 16 | 25 dicembre        | Oakland Raiders         | V 19-10            | 13-2               | Lincoln Financial Field       | Recap              |                    |                    |
| 17 | 31 dicembre        | Dallas Cowboys          | S 0-6              | 13-3               | Lincoln Financial Field       | Recap              |                    |                    |

Note: Gli avversari della propria division sono in grassetto.

### Play-off
Wild-card Game
Avendo ottenuto il seed n° 1 nella NFC, gli Eagles saltano il primo turno dei play-off.
Divisional playoff
| Filadelfia 13 gennaio 2018, ore 16:35 UTC-5 | Atlanta Falcons | 10 – 15 (3-0 7-9 0-3 0-3) referto | Philadelphia Eagles | Lincoln Financial Field (93,247 spett.) |

NFC Championship Game
| Filadelfia 21 gennaio 2018, ore 18:40 UTC-5 | Minnesota Vikings | 7 – 38 (7-7 0-17 0-7 0-7) referto | Philadelphia Eagles | Lincoln Financial Field (93.247 spett.) |

Super Bowl LII
| Minneapolis 4 febbraio 2018, ore 18:30 UTC-5 | Philadelphia Eagles | 41 – 33 (9-3 13-9 7-14 12-7) referto | New England Patriots | U.S. Bank Stadium (67.612 spett.) |

## Classifiche

### Conference
| Classifica della NFC 2017                                | Classifica della NFC 2017  | Classifica della NFC 2017 | Classifica della NFC 2017 | Classifica della NFC 2017 | Classifica della NFC 2017 | Classifica della NFC 2017 | Classifica della NFC 2017 | Classifica della NFC 2017 | Classifica della NFC 2017 | Classifica della NFC 2017 | Classifica della NFC 2017 | Classifica della NFC 2017 |
| #                                                        | Squadra                    | Division                  | V                         | P                         | N                         | %                         | DIV                       | CONF                      | PF                        | PS                        | D                         | STR                       |
| -------------------------------------------------------- | -------------------------- | ------------------------- | ------------------------- | ------------------------- | ------------------------- | ------------------------- | ------------------------- | ------------------------- | ------------------------- | ------------------------- | ------------------------- | ------------------------- |
| Vincitori delle division                                 |                            |                           |                           |                           |                           |                           |                           |                           |                           |                           |                           |                           |
| 1                                                        | xyz* – Philadelphia Eagles | East                      | 13                        | 3                         | 0                         | 81,3%                     | 5-1                       | 10-2                      | 457                       | 295                       | 162                       | P-1                       |
| 2                                                        | xyz – Minnesota Vikings    | North                     | 13                        | 3                         | 0                         | 81,3%                     | 5-1                       | 10-2                      | 382                       | 252                       | 130                       | V-3                       |
| 3                                                        | xy – Los Angeles Rams      | West                      | 11                        | 5                         | 0                         | 68,8%                     | 4-2                       | 7-5                       | 478                       | 329                       | 149                       | P-1                       |
| 4                                                        | xy – New Orleans Saints    | South                     | 11                        | 5                         | 0                         | 68,8%                     | 4-2                       | 8-4                       | 448                       | 326                       | 122                       | P-1                       |
| Wild Card                                                |                            |                           |                           |                           |                           |                           |                           |                           |                           |                           |                           |                           |
| 5                                                        | xw – Carolina Panthers     | South                     | 11                        | 5                         | 0                         | 68,8%                     | 3-3                       | 7-5                       | 363                       | 327                       | 36                        | P-1                       |
| 6                                                        | xw – Atlanta Falcons       | South                     | 10                        | 6                         | 0                         | 62,5%                     | 4-2                       | 9-3                       | 353                       | 315                       | 38                        | V-1                       |
| Non qualificate per i playoff                            |                            |                           |                           |                           |                           |                           |                           |                           |                           |                           |                           |                           |
| 7                                                        | Detroit Lions              | North                     | 9                         | 7                         | 0                         | 56,3%                     | 5-1                       | 8-4                       | 410                       | 376                       | 34                        | V-1                       |
| 8                                                        | Seattle Seahawks           | West                      | 9                         | 7                         | 0                         | 56,3%                     | 4-2                       | 7-5                       | 366                       | 332                       | 34                        | P-1                       |
| 9                                                        | Dallas Cowboys             | East                      | 9                         | 7                         | 0                         | 56,3%                     | 5-1                       | 7-5                       | 354                       | 332                       | 22                        | V-1                       |
| 10                                                       | Arizona Cardinals          | West                      | 8                         | 8                         | 0                         | 50%                       | 3-3                       | 5-7                       | 295                       | 361                       | -66                       | V-2                       |
| 11                                                       | Green Bay Packers          | North                     | 7                         | 9                         | 0                         | 43,8%                     | 2-4                       | 5-7                       | 320                       | 384                       | -64                       | P-3                       |
| 12                                                       | Washington Redskins        | East                      | 7                         | 9                         | 0                         | 43,8%                     | 1-5                       | 5-7                       | 342                       | 388                       | -46                       | P-1                       |
| 13                                                       | San Francisco 49ers        | West                      | 6                         | 10                        | 0                         | 37,5%                     | 1-5                       | 3-9                       | 331                       | 383                       | -52                       | V-5                       |
| 14                                                       | Tampa Bay Buccaneers       | South                     | 5                         | 11                        | 0                         | 31,3%                     | 1-5                       | 3-9                       | 335                       | 382                       | -47                       | V-1                       |
| 15                                                       | Chicago Bears              | North                     | 5                         | 11                        | 0                         | 31,3%                     | 0-6                       | 1-11                      | 264                       | 320                       | -56                       | P-1                       |
| 16                                                       | New York Giants            | East                      | 3                         | 13                        | 0                         | 18,8%                     | 1-5                       | 1-11                      | 246                       | 388                       | -142                      | V-1                       |
| Legenda                                                  |                            |                           |                           |                           |                           |                           |                           |                           |                           |                           |                           |                           |
| w — Qualificata ai playoff come wild card                |                            |                           |                           |                           |                           |                           |                           |                           |                           |                           |                           |                           |
| x — Qualificata ai playoff                               |                            |                           |                           |                           |                           |                           |                           |                           |                           |                           |                           |                           |
| y — Vincitrice della division                            |                            |                           |                           |                           |                           |                           |                           |                           |                           |                           |                           |                           |
| z — Qualificata direttamente al secondo turno di playoff |                            |                           |                           |                           |                           |                           |                           |                           |                           |                           |                           |                           |
| * — Vantaggio del fattore campo nei playoff              |                            |                           |                           |                           |                           |                           |                           |                           |                           |                           |                           |                           |

## Premi individuali
- Nick Foles:

MVP del Super Bowl

### Pro Bowler

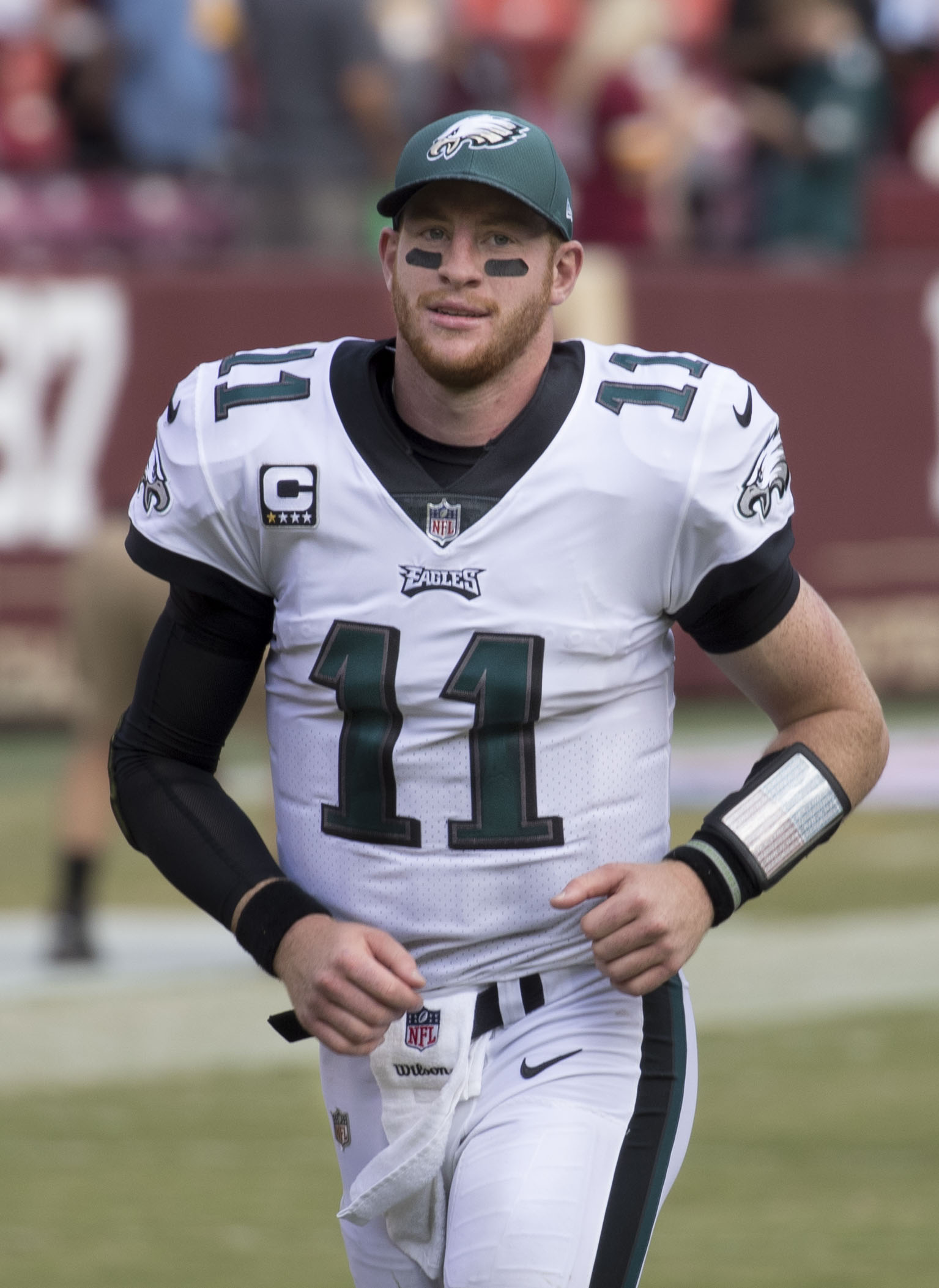
Nel 2017 Carson Wentz è stato convocato per il primo Pro Bowl in carriera

Sei giocatori degli Eagles sono stati convocati per il Pro Bowl 2018:
- Carson Wentz, quarterback, 1ª convocazione
- Malcolm Jenkins, safety, 2ª convocazione
- Zach Ertz, tight end, 1ª convocazione
- Brandon Brooks, guardia, 1ª convocazione
- Lane Johnson, tackle, 1ª convocazione
- Fletcher Cox, defensive tackle, 3ª convocazione

### Premi settimanali e mensili
- Jake Elliott:

miglior giocatore degli special team della NFC della settimana 3
miglior rookie della settimana 3
- Kenjon Barner:

giocatore degli special team della NFC della settimana 5
- Carson Wentz:

quarterback della settimana 5
quarterback della settimana 6
miglior giocatore offensivo della NFC della settimana 7
miglior giocatore offensivo della NFC del mese di ottobre
- Jalen Mills:

miglior difensore della NFC della settimana 8